# Pteroglossus castanotis
L'aracari guancecastane  (Pteroglossus castanotis Gould, 1834) è un uccello piciforme della famiglia Ramphastidae, originario del Sudamerica centrale e sud-orientale.

## Descrizione
L'aracari guancecastane è un uccello più grande e dai colori più vivaci dell'aracari collonero.

## Tassonomia
Vi si riconoscono due sottospecie:

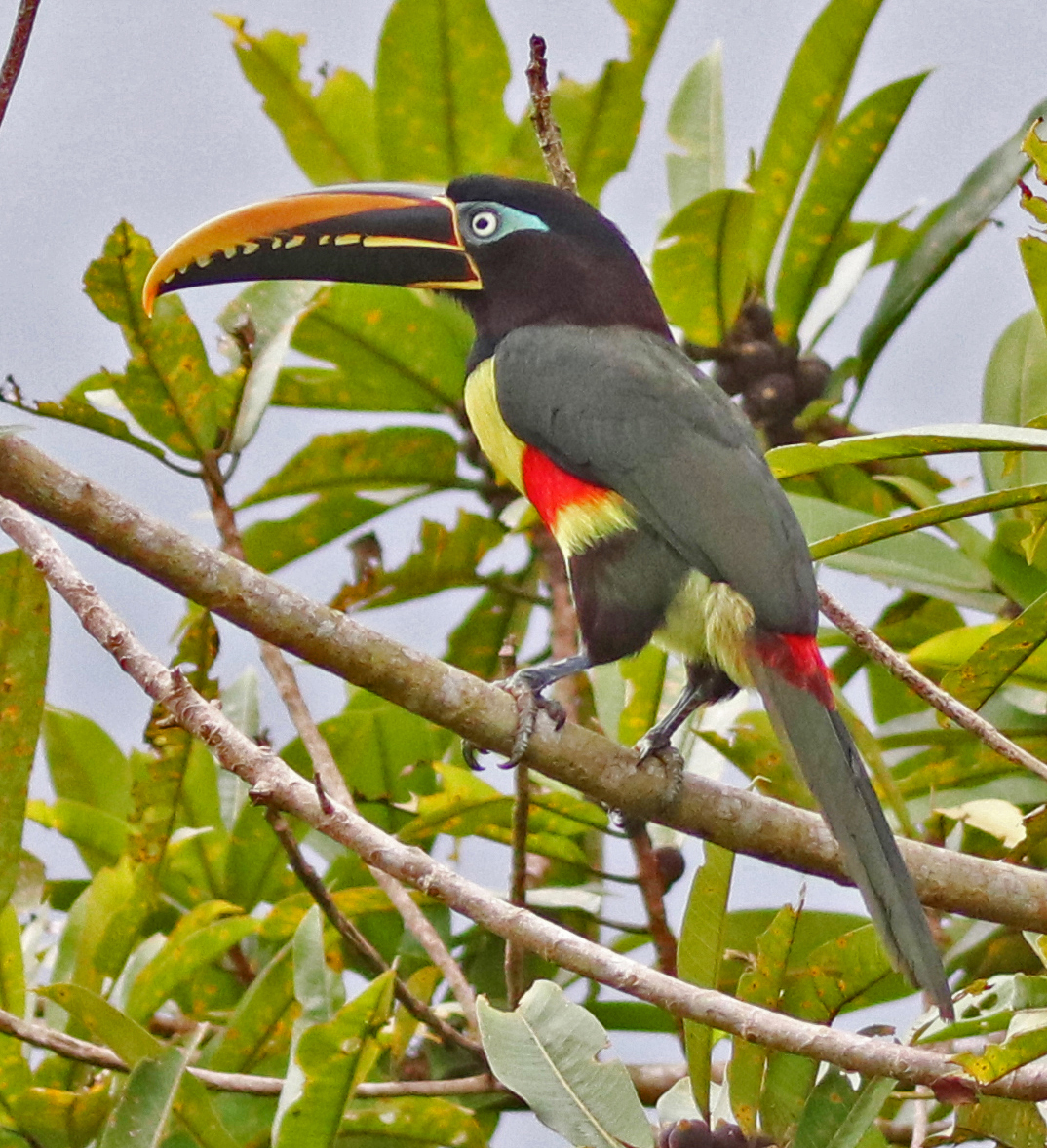
Sottospecie di Pteroglossus castanotis nell'Ecuador orientale

- P. c. castanotis Gould, 1834: trovata nella Colombia orientale e meridionale, nel Brasile nord-occidentale, nell'Ecuador orientale
- P. c. australis Cassin, 1867: trovata nella Bolivia orientale, nel Brasile occidentale e meridionale, in Paraguay e nell'Argentina nord-orientale.

## Distribuzione e habitat
L'aracari guancecastane vive nel sud del bacino dell'Amazzonia, specie nella sua parte sud-occidentale. Lo si trova anche nelle colline ai piedi delle Ande orientali; la sua area di distribuzione si restringe attraversando la Colombia centro-meridionale per 900 chilometri.
L'area nel sud del bacino amazzonico si riduce nel sud-est solo alla parte più prossima alle sorgenti degli affluenti del Rio delle Amazzoni che scorrono a nord. Quest'area continua verso sud-est nella parte centrale e meridionale della savana del Cerrado (in Brasile), e termina nella regione del fiume Paraná nel Paraguay orientale, in Bolivia, nel Brasile sud-orientale e nell'estremo nord dell'Argentina.
È molto presente nella Bolivia settentrionale, specie nella riserva di Aquicuana (a circa 20 km dal comune di Riberalta).

## Comportamento ed ecologia

### Alimentazione
Come altre specie del genere Pteroglossus, l'aracari guancecastane si nutre principalmente di frutti, presi talora appeso a testa in giù; la sua dieta può includere anche nettare, insetti e noci. Inoltre, in modo simile al tucanetto zafferano, sembra predare i nidi di altre specie di uccelli, cibandosi delle uova e dei pulcini.

### Minacce
I pidocchi di Ischnocera, trovati in quest'uccello e descritti per la prima volta come Austrophilopterus cancellosus castanotus; questi parassiti, in realtà indistinguibili da quelli della maggior parte degli uccelli congeneri, oggi sono considerati un tutt'uno con quelli nella specie Austrophilopterus flavirostris.